# Saraphob Theerakul
Saraphob Theerakul (thailändisch ศราภพ ธีรกุล; * 12. September 2002), auch als Som bekannt, ist ein thailändischer Fußballspieler.

## Karriere
Saraphob Theerakul stand bis Ende 2022 bei Chiangrai United unter Vertrag. Der Verein aus Chiangrai spielte in der ersten thailändischen Liga. Hier kam er jedoch nicht zum Einsatz. Im Januar 2023 wechselte er zum Zweitligisten Ranong United FC. Sein Zweitligadebüt für den Verein aus Ranong gab Saraphob Theerakul am 19. Februar 2023 (24. Spieltag) im Heimspiel gegen den Suphanburi FC. Bei der 0:1-Heimniederlage stand er in der Startelf und wurde in der 62. Minute gegen Thawatchai Jitwongsa ausgewechselt. Als Tabellenvorletzter musste er mit dem Verein aus Ranong am Ende der Saison 2022/23 in die dritte Liga absteigen. Im Sommer 2024 wurde sein Vertrag in Ranong nicht verlängert. Im Juli 2024 verpflichtete ihn der Drittligist VRN Muangnont FC. Mit dem Verein aus der Provinz Ayutthaya spielte er sechsmal in der Western Region der Liga. Nach der Hinrunde 2024/25 wechselte er im Januar 2025 zu dem in der Northern Region spielenden TPF Uttaradit FC.